# Заор, Ян
Ян За́ор (пол. Jan Zaor, Zahor, Zaur, Zaorowicz; XVII век) — польский архитектор эпохи барокко, вероятно, немецкого происхождения. Настоящая фамилия могла быть Sauer.

## Биография

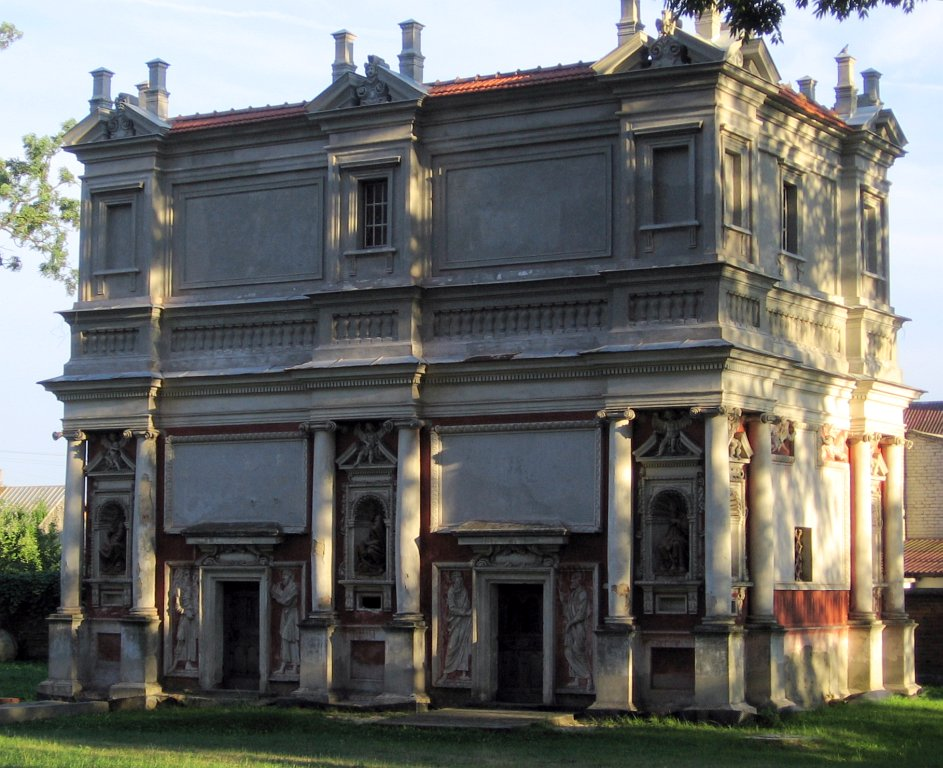
Монастырская постройка в селе Голомб (гмина Пулавы)

Начал работать около 1638 года; к первым созданным им зданиям относят монастырскую постройку в селе Голомб (гмина Пулавы, Люблинское воеводство).
Жил в Кракове. Хорошо знал технику барочного строительство, владел библиотекой по архитектуре. С 1668 года постоянно посещал Вильну и некоторое время здесь жил. По заказу великого гетмана литовского Михаила Казимира Паца проектировал и строил костёл Святых Петра и Павла на Антоколе. Изготовил в Кракове деревянную модель храма и получил за неё в Вильне 500 злотых. Предполагается также, что он построил и дворец Паца в Вильне на Большой улице (ныне Диджёйи, Didžioji g. 7).
За работы по строительству костёла Петра и Павла на Антоколе ему было заплачено ещё 2519 злотых. По преданию, привёз с собой 300 строителей, однако в источниках называются лишь восемь работавших с ним мастеров, из них пятеро из Кракова и три из Вильны. После завершения строительства костёла Петра и Павла (1671) Заор возвратился в Краков. Последнее упоминание о нём относится к 1675 году.